# ابردیر
ابردیر (به انگلیسی: Aberdare) یک شهرک در ولز است که در روندا کنون تاو واقع شده‌است. ابردیر ۳۱٬۷۰۵ نفر جمعیت دارد.

## خواهرخوانده
شهر مونتلیمر خواهرخواندهٔ ابردیر هست.